# 岡本秀寛
岡本 秀寛（おかもと ひでひろ、1983年4月19日 - ）は、香川県高松市出身の元プロ野球選手（投手）。

## 経歴

### アマチュア時代
1999年に鳴門第一高に進学。在籍時は一つ上の学年に藤田一也がおり、甲子園出場はならなかったが、四国大会出場に貢献している。
2002年に川崎製鉄水島に入社し、翌2003年にJFEホールディングスの経営統合に伴ってJFE西日本へ転籍した。2004年にはドラフト指名資格が解禁となった。チーム内でも貴重な左腕ということもあって、大事な試合を任される機会が増えた。しかし当時は安定感を欠いており、プロからの声はかからなかった。
2007年のシーズンは主力投手として重用され、チームの2年ぶりの都市対抗野球出場の原動力となった。11月19日の大学生・社会人ドラフト会議において東京ヤクルトスワローズが4巡目で交渉権を獲得した。11月30日に推定契約金5000万円、年俸1000万円で仮契約を行い、12月6日に入団が発表された。

### プロ入り後
2008年春季キャンプは一軍スタートだったものの、練習試合では押し出しを含む与四球が多く、キャンプ最終クールから二軍に合流した。そのまま開幕は二軍で迎え、イースタン・リーグ公式戦では中継ぎとして起用された。8月3日に、北京オリンピック野球日本代表招集に伴う宮本慎也と青木宣親の抹消にあわせて、自身初の一軍登録が公示された。8月13日の横浜戦でプロ初登板。
2010年10月3日、球団より戦力外通告を受け引退。12月2日に自由契約公示された。

### 引退後
引退後は楽天市場に子供服を中心としたアパレルショップ「ワンポイント」を開業。その後、地元徳島県のゴルフショップ「ゴルフショップ・ワンポイント」に就職。
地元・香川県高松市内の大型ショッピングモール内にある、スポーツショップに勤務。野球部門を担当している。

## 詳細情報

### 年度別投手成績
| 年 度     | 球 団     | 登 板 | 先 発 | 完 投 | 完 封 | 無 四 球 | 勝 利 | 敗 戦 | セ 丨 ブ | ホ 丨 ル ド | 勝 率 | 打 者 | 投 球 回 | 被 安 打 | 被 本 塁 打 | 与 四 球 | 敬 遠 | 与 死 球 | 奪 三 振 | 暴 投 | ボ 丨 ク | 失 点 | 自 責 点 | 防 御 率 | W H I P |
| --------- | --------- | ----- | ----- | ----- | ----- | -------- | ----- | ----- | -------- | ----------- | ----- | ----- | -------- | -------- | ----------- | -------- | ----- | -------- | -------- | ----- | -------- | ----- | -------- | -------- | ------- |
| 2008      | ヤクルト  | 1     | 0     | 0     | 0     | 0        | 0     | 0     | 0        | 0           | ----  | 4     | 0.0      | 3        | 0           | 1        | 0     | 0        | 0        | 0     | 0        | 3     | 3        | ----     | ----    |
| 2009      | ヤクルト  | 1     | 0     | 0     | 0     | 0        | 0     | 0     | 0        | 0           | ----  | 3     | 1.0      | 1        | 0           | 0        | 0     | 0        | 1        | 0     | 0        | 0     | 0        | 0.00     | 1.00    |
| 通算：2年 | 通算：2年 | 2     | 0     | 0     | 0     | 0        | 0     | 0     | 0        | 0           | ----  | 7     | 1.0      | 4        | 0           | 1        | 0     | 0        | 1        | 0     | 0        | 3     | 3        | 27.00    | 5.00    |

### 記録
- 初登板：2008年8月13日、対横浜ベイスターズ16回戦（横浜スタジアム）、7回裏に3番手で救援登板、3安打1四球3失点で降板
- 初奪三振：2009年9月13日、対中日ドラゴンズ23回戦（ナゴヤドーム）、8回裏に山井大介から見逃し三振

### 背番号
- 26 （2008年 - 2010年）